# Chun Wei Cheung
Chun Wei Cheung (* 15. April 1972 in Amsterdam; † 14. Oktober 2006 ebenda) war ein niederländischer Ruderer. Er war 2004 bei den Olympischen Sommerspielen in Athen Steuermann des niederländischen Achters, der die Silbermedaille gewann.
Cheung begann seine sportliche Laufbahn bei der Amsterdamer Studenten-Rudervereinigung Nereus. 1996 gewann er bei den Weltmeisterschaften in Strathclyde mit dem dritten Platz im Zweier mit Steuermann seine erste Weltmeisterschafts-Medaille.
Den größten Erfolg seiner Karriere feierte er zusammen mit dem Achter der Niederlande bei den Olympischen Sommerspielen 2004 in Athen. Hinter dem Boot der Vereinigten Staaten fuhren die Niederländer auf den zweiten Rang und gewannen die Silbermedaille. Ebenfalls als Steuermann des Achters wurde Cheung zweimal Sieger des Grand Challenge Cup bei der Henley Royal Regatta.
Im August 2006 nahm er mit dem niederländischen Achter in Eton an den Weltmeisterschaften teil und erreichte Rang 14. Nach seiner Rückkehr klagte Chun Wei Cheung über Müdigkeit. Ärzte diagnostizierten daraufhin bei ihm eine aggressive Form von Leberkrebs. Zwei Monate nach Ende der Titelkämpfe erlag Cheung im Alter von 34 Jahren seiner Krankheit.